# 14425 Fujimimachi
14425 Fujimimachi è un asteroide della fascia principale. Scoperto nel 1991, presenta un'orbita caratterizzata da un semiasse maggiore pari a 2,1755655 UA e da un'eccentricità di 0,2274649, inclinata di 5,81104° rispetto all'eclittica.